# Мадрасо, Хосе
Хосе́ Мадра́со и Агу́до (исп. José de Madrazo y Agudo; 22 апреля 1781, Сантандер — 8 мая 1859, Мадрид) — испанский живописец и график, представитель неоклассицизма.

## Жизнь и творчество
Мадрасо родился в Сантандере в 1781 году. Изучал живопись в мадридской Королевской академии искусств Сан-Фернандо, вместе с Косме де Акунья и Грегорио Ферро, двумя будущими ректорами Академии в начале XIX столетия. 
По приглашению испанского посла во Франции, дона Фернандо Ла Серна, Мадрасо приезжает в Париж и поступает на стажировку в мастерскую Жака-Луи Давида. В этот период он, пользуясь покровительством испанского короля Карлоса IV, пишет полотно «Смерть Лукреции» и несколько других по мотивам античной истории. 
Во времена правления на европейском континенте Наполеона I, следуя совету Давида, он подал заявку и получил государственную стипендию для обучения в Риме. В 1806 году живёт и работает в Риме, где вступает в академию святого Луки, однако за отказ принести присягу сыну Наполеона Бонапарта, Наполеону II как Римскому королю он был арестован и посажен в тюрьму. 
При короле Фердинанде VII он удостаивается уже официального звания придворного художника. В 1809 году он женился на Изабель Кунтце, дочери покойного художника Тадеуша Кунтце. В 1818 году Х.Мадрасо возвращается из Рима в Испанию и в 1823 году возглавляет Королевскую академию искусств Сан-Фернандо. Совместно с маркизом де Санта-Крус художник является одним из сооснователей мадридского музея Прадо. Он умер в Мадриде в 1859 году в возрасте 78 лет.
Х.де Мадрасо писал преимущественно исторические полотна и картины на библейские сюжеты, а также портреты. Он — отец испанского художника Федерико де Мадрасо (1815—1894).

## Галерея

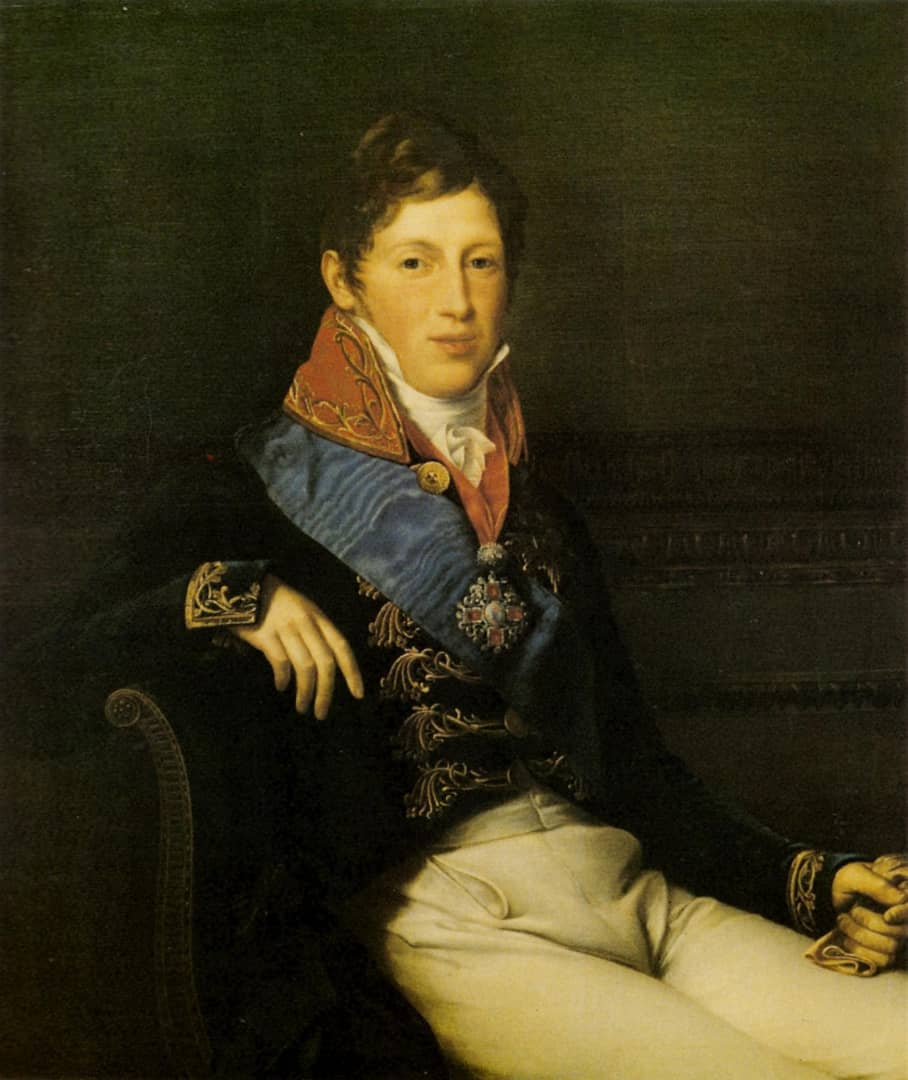
Портрет Августа I, великого герцога Ольденбургского
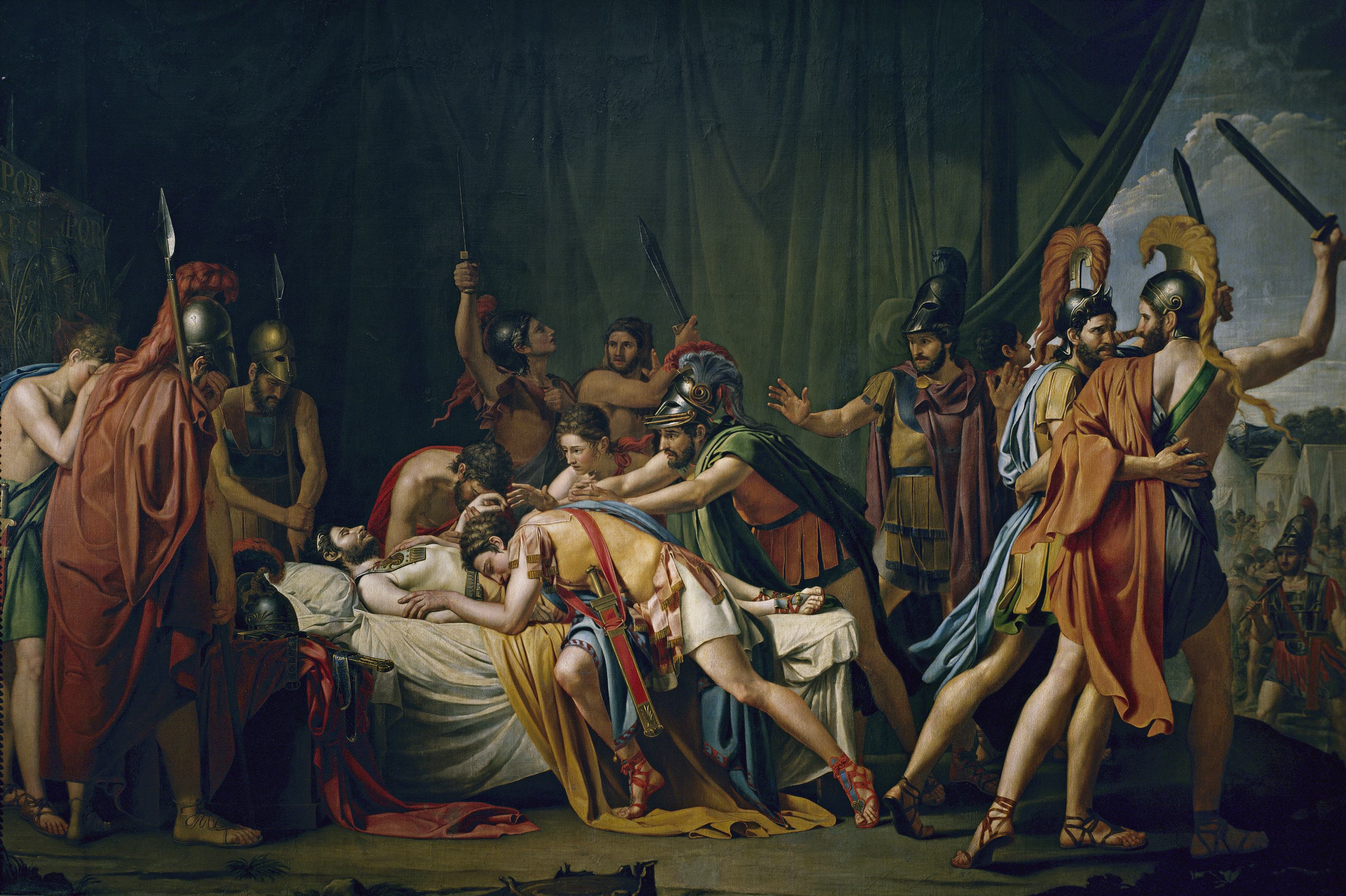
Смерть Вириата (1806—1807)
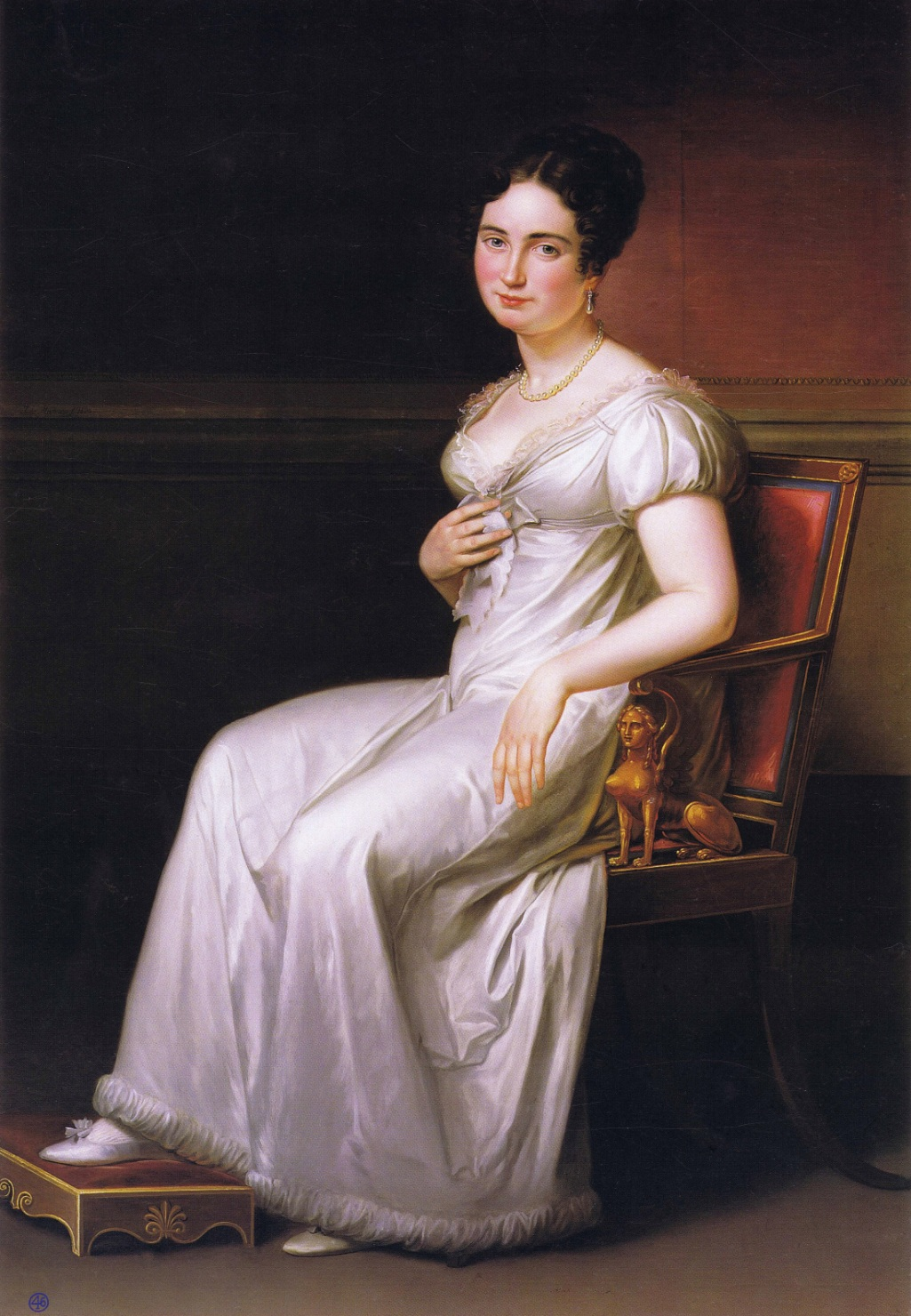
Портрет Марии Сандалии де Асебаль-и-Арритии (1820)
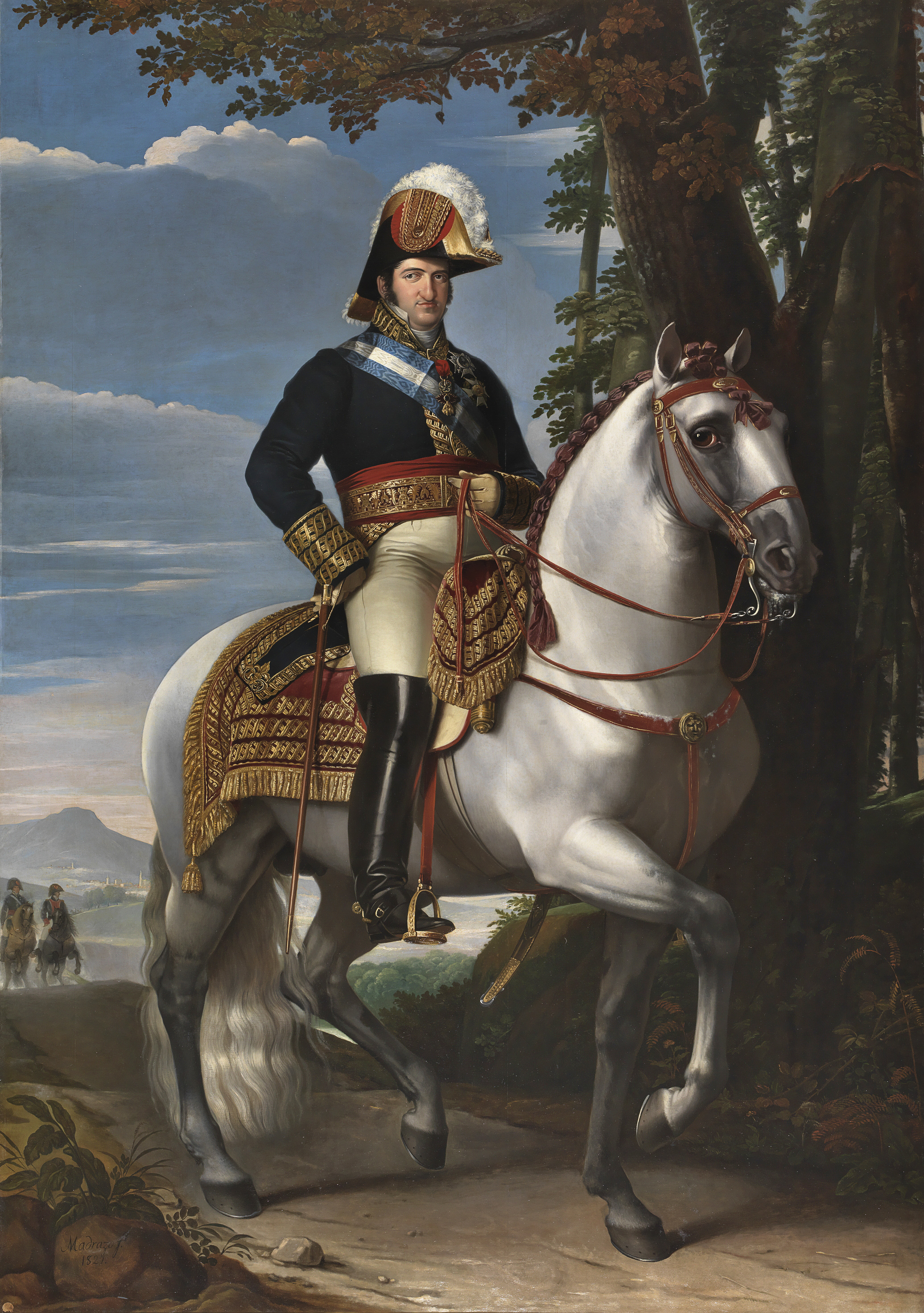
Портрет короля Фердинанда VII верхом на коне
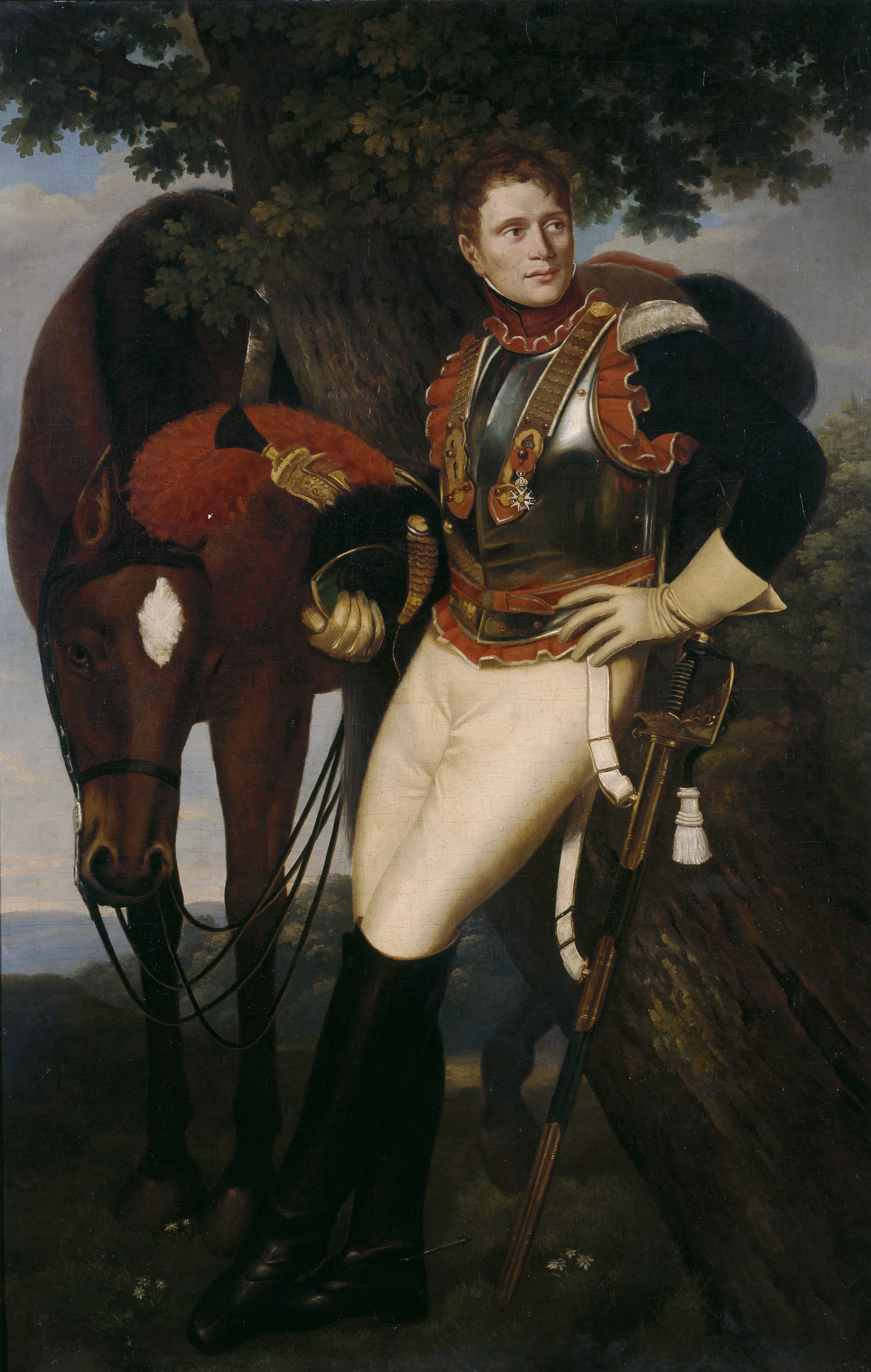
Портрет неизвестного французского кирасира
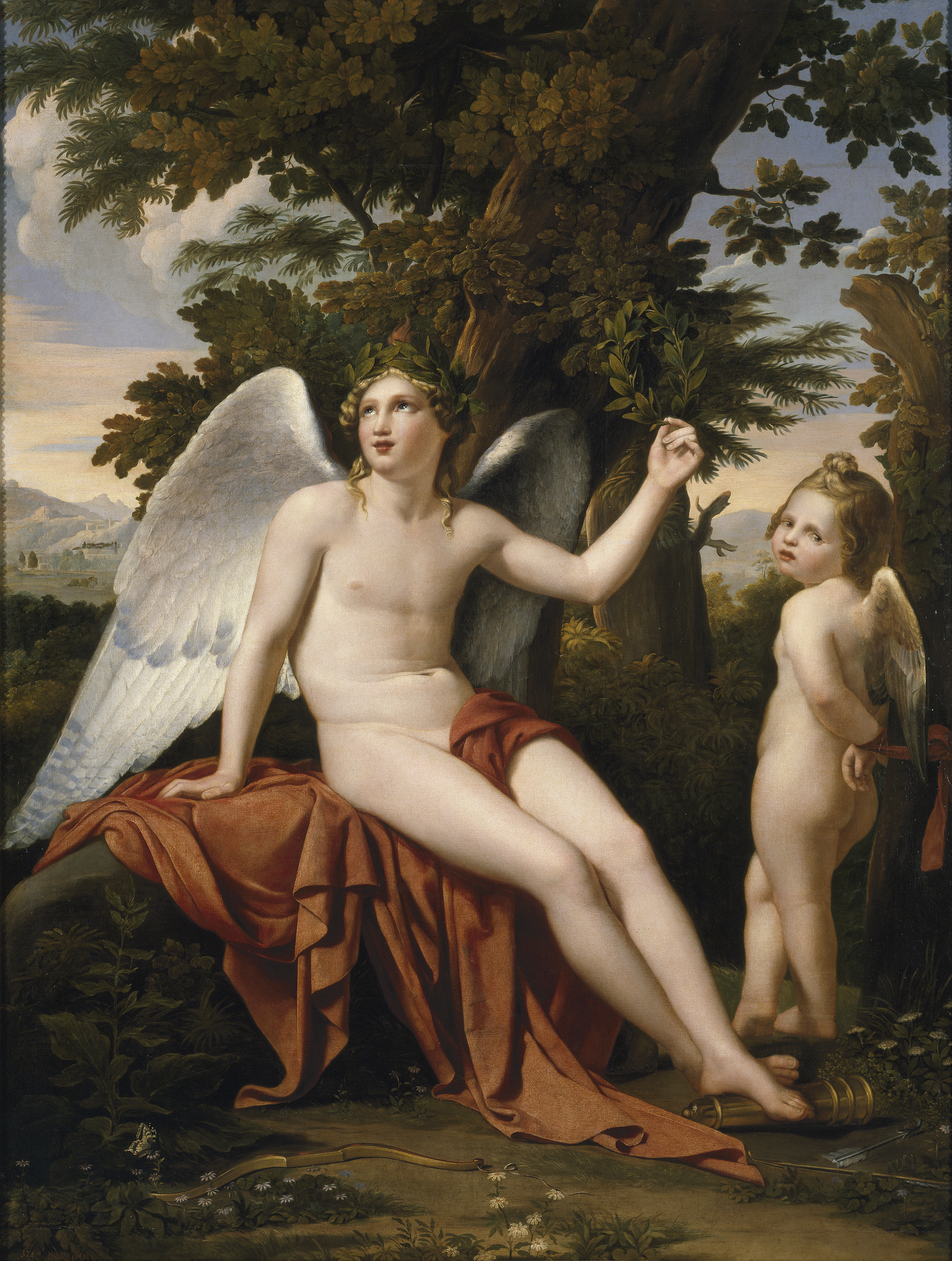
Божественная любовь и Мирская любовь